# ラルド

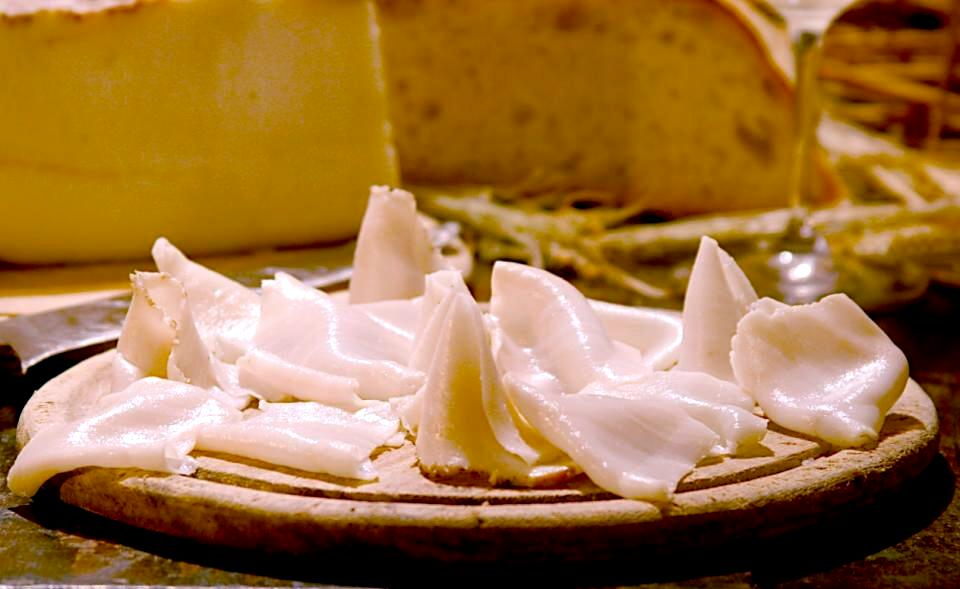
スライスしたラルド

ラルド（イタリア語: lardo）は豚の脂肪をさすイタリア語。また、豚の背脂を塩漬けまたは燻製にしたものもさすが、本項ではこの部位およびこれを用いた加工食品について主に記載する。フランスではラール（フランス語: lard）といい、これも背脂に限定しない場合もある。
脂肪に水を加え、加熱してから漉したものについてはラードの項を参照。なお、日本においては「ラルドはラードのイタリア語読み」と紹介されることがあるが、本項で扱うラルドはあくまでもラルド（lardo）であり、ラード（英語: lard イタリア語ではstruttoという）とは明確に別のものである。

## 歴史
語源はラテン語のlardum。古代からギリシア、ローマでは食用に用いられた。21世紀現在でも利用されている食材であり、例えばイタリア北部で生産が続けられているラルド・ディ・コロンナータはラルドの塩漬けであるが、2000年以上前のギリシャ人によって考案されたと言われている。

## 部位と用法
この食材は豚の背の部分のうち、脂肪とゼラチンを含んだ皮の、すぐ下（内側）に位置する。フランス料理においてはこの部位のうち、背に近い部位はlard dur（かたいラール）、逆に内側のほうはlard fondant（溶けるラール。ラードの製造に用いる）と呼び区別する。
冒頭に示したように塩漬けまたは燻製にする場合、保存が効くようになる。これを薄くカットしてそのまま、またはパンにのせて食す。
以下に示すような調理法においても使用される。
- 肉をローストする際に表面に巻き、直接過熱されることを防ぐ目的に使用する。盛り付けの際には取り除かれる[12]。同様にオーブンする際に食材を覆う使い方もある[6]。
- 煮込みをする際に鍋に敷く[12]。
- かたくなるまでソテーし、煮込み料理の香り付けやサラダのトッピングに用いる[13]。
- 肉のかたまりに専用の器具（ラルデ針 lardoire）を用いてラルドを注入し、肉に脂肪分を加えることによりうまみと柔らかみを追加する。断面を美しくする効果もある[13]。

豚の背脂を長い棒状に切ってラルデ針を使用して肉の内部に刺し込むことをフランスではラルデ（larder）と呼ぶ。

## ラルドの例
銘柄のついたラルドの例を以下に示す。
- ラルド・ディ・コロンナータ - IGP認定[15]。